# Col du Granon

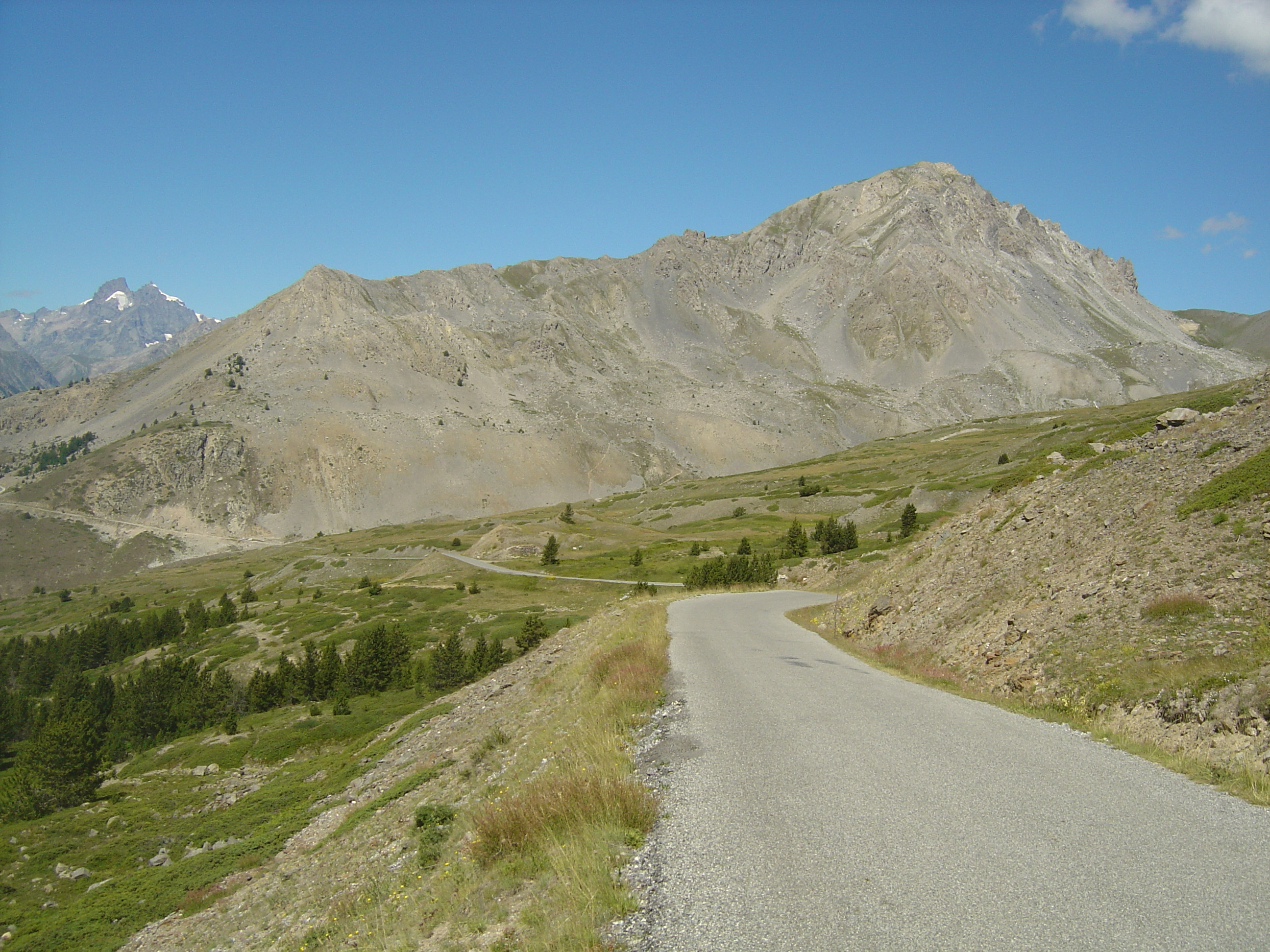
La carretera que cruza el paso, con la Grand Aréa al fondo

El Col du Granon (con una altura sobre el nivel del mar de 2413 m) es un paso de alta montaña situado en los Alpes, en el departamento de Altos Alpes (Francia). Una estrecha carretera asfaltada serpentea abruptamente por el acceso sur. Los caminos de grava continúan más allá del paso, en una zona reservada para maniobras militares.
Se convirtió en el final de etapa en la cima de una montaña más alto del Tour de Francia en 1986, distinción que mantuvo hasta el Tour de Francia 2011, cuando una etapa finalizó en el Col du Galibier (de 2645 m de altitud). El ciclista español Eduardo Chozas ganó aquella etapa de 1986 después de una larga escapada en solitario.
Durante el tour de Francia 2022, el equipo Jumbo-Visma lanzó un ataque implacable contra el dos veces campeón y defensor del título Tadej Pogačar, empleando a Wout van Aert, Christophe Laporte y Primož Roglič, lo que permitió a Jonas Vingegaard hacerse con el maillot amarillo. Al igual que LeMond en 1986, Vingegaard defendería con éxito su liderazgo hasta el final de la carrera.

## Descripción
Dos rutas conducen al paso. La carretera D234T alcanza la cima tras 11.5 km de ascensión, con una pendiente media del 9 % desde la localidad de Saint-Chaffrey, situada a una altitud de 1364 m. Desde el este, un camino de tierra hasta el paso militar de Val-des-Prés alcanza la cima tras 15.3 km de subida con una pendiente media de casi el 7 %.

## Tour de Francia - Finales de etapa
| Año  | Etapa | Categoría | Comienzo de etapa | Distancía (km) | Vencedor de la etapa | Líder en la Clasificación General |
| ---- | ----- | --------- | ----------------- | -------------- | -------------------- | --------------------------------- |
| 2022 | 11    | HC        | Albertville       | 152            | Jonas Vingegaard     | Jonas Vingegaard                  |
| 1986 | 17    | HC        | Gap               | 190            | Eduardo Chozas       | Greg LeMond                       |